# كيه بي أر (شركة)
شركة كيه بي أر ( كللوج براون و رووت سابقًا) هي شركة مقرها الولايات المتحدة تعمل في مجالات العلوم والتكنولوجيا والهندسة. تعمل كيه بي أر في عديد الأسواق بما في ذلك الفضاء والدفاع والصناعة والاستخبارات. بعد أن استحوذت هاليبرتون على دريسر للصناعات ‏ في عام 1998، أصبحت شركة دريسر الهندسية شركة فرعية تابعة لأم. دبليو كيلوج و شركاه، اندمجت مع شركة براون و رووت التابعة لشركة هاليبرتون للبناء، لتشكيل  كللوج براون و رووت. حصلت كيه بي أر وأسلافها على العديد من العقود مع الجيش الأمريكي بما في ذلك خلال الحرب العالمية الثانية وحرب فيتنام وحرب العراق. كان لعضو الكونجرس الديمقراطي ليندون جونسون، الذي أصبح فيما بعد رئيسًا للولايات المتحدة، دورًا أساسيًا في توفير العقود الحكومية لشركة براون و رووت، في مقابل تمويل الشركة لحملاته وتوفير الأموال له.
تقع مكاتب الشركة في برج كيه بي أر في وسط مدينة هيوستن.

## روابط خارجية
الموقع الرسمي